# Gino Colaussi

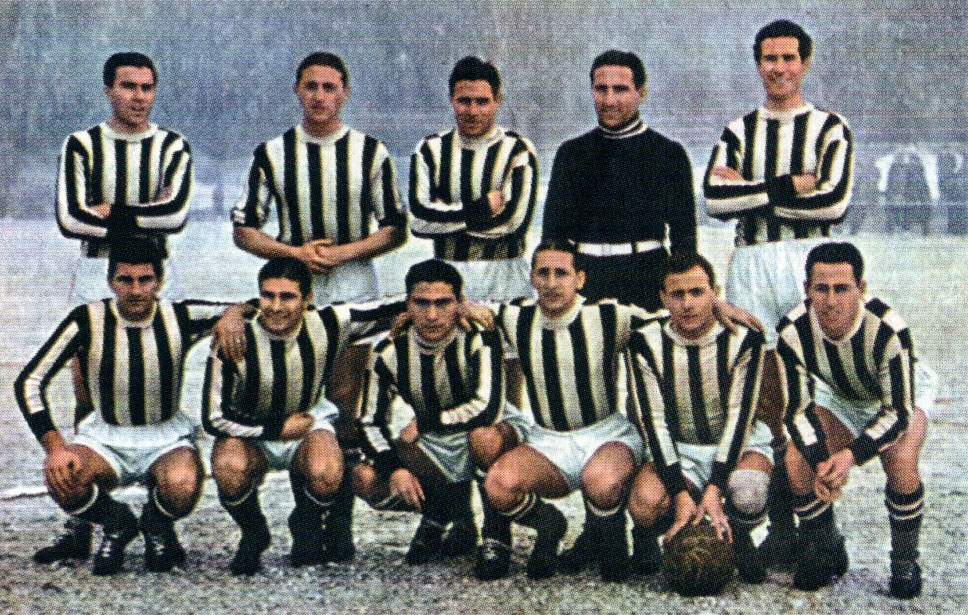
A Juventus na temporada 1940-41. Colaussi é o primeiro jogador agachado, da esquerda para a direita.

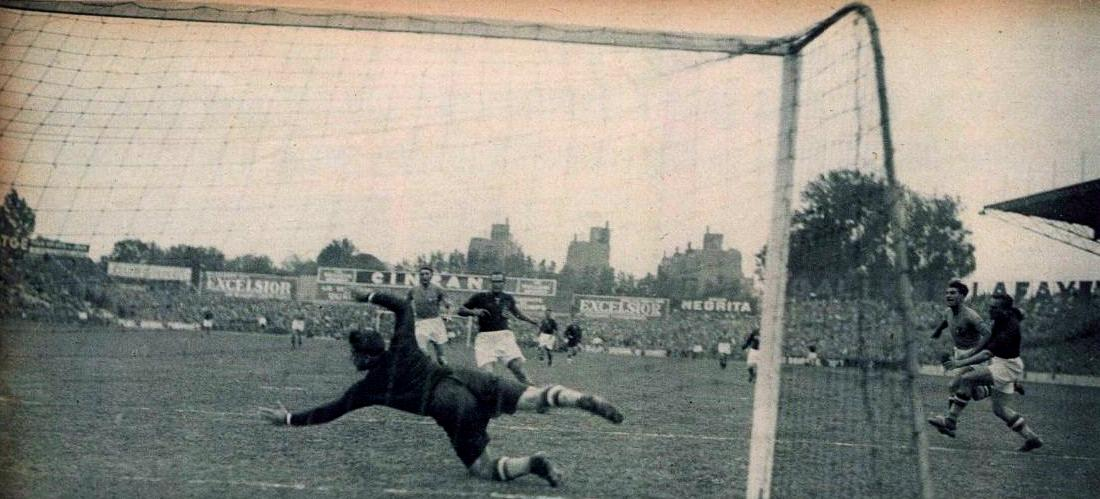
Um dos gols de Colaussi na final da Copa do Mundo FIFA de 1938.

Gino Colaussi (Gradisca, 4 de março de 1914 — Trieste, 25 de dezembro de 1991) foi um futebolista italiano que atuava como ponta-esquerda. Foi titular da seleção italiana que venceu a Copa do Mundo FIFA de 1938, tendo marcado dois gols na final, fazendo grande dupla ofensiva com Silvio Piola durante a competição; rápido, era a grande arma da equipe pela esquerda, o flanco ofensivo favorito daquela seleção. Nasceu quando sua região ainda pertencia ao Império Austro-Húngaro e seu nome original, em friulano, era Luigi Colàusig, tendo italianizado-o em 1934, quando naturalizou-se.
Na época do mundial, Colaussi defendia a Triestina, sendo o único representante do clube entre os titulares, assim como um dos oito a chegarem à seleção por essa equipe, desde 1959 ausente da primeira divisão italiana. A única equipe grande que Colaussi defendeu foi a Juventus, entre 1940 e 1942.

## Carreira
Começou na Triestina com apenas 16 anos, em 1930. A equipe era de cidade próxima à que o jogador nasceu, e por motivações políticas havia acabado de ser mantida na elite do campeonato italiano de 1929-30, a primeira no formato atual da Serie A. No torneio de 1930-31, Colaussi marcou dois gols, mas um deles em vitória por 5-0 sobre a Internazionale (Ambrosiana),[carece de fontes?] resultado considerado histórico.
Colaussi estreou pela seleção italiana em 1935.[carece de fontes?] Em paralelo, a Triestina terminou a temporada 1935-36 na sexta colocação, até então a melhor de sua história. Colaussi permaneceu com presença assídua na seleção nos anos de 1936 (seis jogos e dois gols) e 1937 (cinco jogos e um gol).[carece de fontes?] Na temporada 1937-38, a Triestina brigou pelo título, obtendo a melhor defesa do campeonato. Voltou a terminar em sexto após obter somente um ponto nas três rodadas finais, mas a boa temporada permitiu que Colaussi e dois colegas fossem convocados à Copa do Mundo FIFA de 1938: Pietro Pasinati e Bruno Chizzo.
Colaussi transferiu-se em 1940 à Juventus, inclusive marcando na temporada 1940-41 gols na Triestina e nos dois jogos contra a Ambrosiana-Inter. Já na segunda temporada, marcou somente dois gols, um contra o Milan. A equipe de Turim não foi campeã italiana entre 1935 e 1950.[carece de fontes?] Depois, voltou a equipes pequenas, incluindo um retorno à Triestina, defendendo-a já após a Segunda Guerra Mundial, quando ela pertencia ao Território Livre de Trieste - convertendo-se na única equipe estrangeira a jogar o campeonato italiano.

## Seleção
Colaussi obteve a cidadania italiana em 1934. No ano seguinte, estreou pela seleção italiana, em 27 de outubro de 1935. Foi em derrota de 2-1 em Praga para a Tchecoslováquia. Marcou seu primeiro gol na segunda partida, em 24 de novembro, em empate em 2-2 com a Hungria em Milão. As duas partidas foram válidas pela Copa Internacional,[carece de fontes?] torneio precursor da Eurocopa, a envolver também a Áustria e a Suíça.
Inicialmente, o jogador da Triestina titular foi Pietro Pasinati, o jogador com recorde de partidas pela clube. Pasinati jogou na estreia, na vitória por 2-1 sobre a Noruega, e Colaussi, não. Porém, o Vittorio Pozzo ficou insatisfeito com o rendimento italiano na partida e a partir do jogo seguinte inseriu Amadeo Biavati na vaga que havia sido de Pasinati e Colaussi no lugar de Pietro Ferraris II, embora este houvesse marcado um dos gols; A partida contra os noruegueses, formados por atletas amadores, porém, decepcionara quem esperava por uma goleada dos profissionais italianos.
Colaussi não saiu mais nos jogos seguintes, marcando um gol já aos oito minutos de partida quando estreou no torneio, contra a anfitriã França, abrindo o placar na vitória por 3-1. O gol é lembrado como um dos lances mais cômicos da história das Copas do Mundo FIFA, em chute de longa distância em que a bola subiu muito, mas desceu repentinamente e surpreendeu o goleiro Laurent Di Lorto, que correu para tentar a defesa e terminou chocando-se contra a trave. No minuto seguinte, Oscar Heisserer empatou, mas Silvio Piola marcou já no segundo tempo os dois gols da vitória.  Essa partida também foi a ocasião em que a Azzurra na realidade vestiu-se toda de preto em função da adversária, a seleção anfitriã, também usar o azul. A alteração não deixou de ser polêmica em função da cor alternativa ser associada ao fascismo.
Colaussi também abriu o placar na partida seguinte, a semifinal contra a sensação Brasil, aos 6 minutos do segundo tempo. No lance, Silvio Piola conseguiu pela primeira vez antecipar-se a Domingos da Guia e tocou a Colaussi, que chutou forte a rasteiro, sem defesa para Walter.
Nove minutos depois, Piola,
provocando Domingos, conseguiu obter um pênalti mesmo sem disputa de bola e a Itália ampliou. Os brasileiros só conseguiram seu único gol aos 42 minutos do segundo tempo e terminaram derrotados por 2-1.
Na final da Copa do Mundo FIFA de 1938, a Itália foi superior em toda a partida. Colaussi abriu o marcador já com seis minutos de jogo. A bola foi lançada pela direita, ao alto, e encontrou Colaussi livre pela meia esquerda. Ele, sem deixar a bola cair, acertou um chute no canto direito de Antal Szabó. Os húngaros empataram em seguida, mas aos 16 Piola concluiu jogada coletiva para alterar o placar em 2-1. E aos 35, Colaussi marcou pela segunda vez, após receber lançamento de Giuseppe Meazza e correr trinta metros acompanhado pelo adversário Gyula Polgár. Szabó não saiu do gol e Colaussi, quase da risca da pequena área, chutou rasteiro no canto esquerdo. Nem mesmo ao conseguir diminuir para 3-2, ainda aos 15 minutos do segundo tempo, os húngaros demonstraram capacidade em reverter a derrota e faltando oito minutos Piola marcou o quarto gol italiano, encerrando o marcador.
Após o mundial, Colaussi jogou mais dez vezes pela Itália, entre 1938 e 1940, sempre como jogador da Triestina. Marcou mais seis vezes, incluindo outros dois em reencontro contra a Hungria, derrotada por 3-1 em Budapeste em 8 de junho de 1939. Colaussi também marcou em vitória por 3-2 sobre a Alemanha em Milão em 5 de maio de 1940, no que foi sua última partida pela Azzurra.[carece de fontes?]